# Carlia storri
Carlia storri är en ödleart som beskrevs av  Ingram och COVACEVICH 1989. Carlia storri ingår i släktet Carlia och familjen skinkar. Inga underarter finns listade.